# しゅみじん。
『しゅみじん。』（しゅみじん。）は、BS日テレで2020年4月にリニューアルした、毎月第4火曜日深夜に放送のバラエティ番組。
以前の番組タイトルは『しゅみじん。〜世界コスプレ計画〜』。

## 概要
アニメ、マンガ、コスプレetc…世界中の人々を魅了してやまない日本が誇るJapanese“POP”cultureを応援するプロジェクトとしてスタート。
2020年4月より声優の山口勝平と中島由貴が加わり「J-popカルチャー界で活躍するゲストを迎えるしゅみ全開のトークバラエティ」へとリニューアル。同時にHiBiKi Radio Stationで『山口勝平の「しゅみじん。」ラジオ!』の連動配信もスタートしていた。同年8月25日で配信終了。

## 出演者
- 山口勝平
- 中島由貴
- 島﨑信長（ナレーター）

## 放送リスト
| # | 放送日        | ゲスト                       | 備考 |
| - | ------------- | ---------------------------- | ---- |
| 1 | 2020年4月28日 | 島﨑信長                     | 前編 |
| 2 | 2020年5月26日 | 島﨑信長                     | 後編 |
| 3 | 2020年6月23日 | 桃月なしこ                   |      |
| 4 | 2020年7月28日 | キズナアイ                   |      |
| 5 | 2020年8月25日 | オーイシマサヨシ（大石昌良） | 前編 |
| 6 | 2020年9月22日 | オーイシマサヨシ（大石昌良） | 後編 |

## スタッフ
- 企画：鳥居良太
- 構成：宮下勇二、山川俊司
- 編集：佐分利良規
- MA：河野賢一郎
- 音効：白根澤修
- イラスト：浅海司
- 技術協力：イカロス
- 撮影協力：PLAY STUDIO
- デスク：越智誠子
- AD：城﨑ひかり、友野克哉
- ディレクター：佐々木織恵
- チーフディレクター：北村宏介
- 演出：佐伯直哉
- プロデューサー：関田彩香、佐藤陽代、鈴木脩一、鳴澤猛司、芦界太一
- チーフプロデューサー：筒井亥彦
- 協力：ダンガン、神南スタジオ
- 制作協力：イカロス
- 制作著作：BS日テレ